# Вајт Рок (Њу Мексико)
Вајт Рок (енгл. White Rock) насељено је место без административног статуса у америчкој савезној држави Њу Мексико.

## Демографија
По попису из 2010. године број становника је 5.725, што је 320 (-5,3%) становника мање него 2000. године.
| Група             | 2000.         | 2010.         |
| Белци             | 5.121 (84,7%) | 4.597 (80,3%) |
| Афроамериканци    | 15 (0,2%)     | 26 (0,5%)     |
| Азијати           | 162 (2,7%)    | 202 (3,5%)    |
| Хиспаноамериканци | 640 (10,6%)   | 795 (13,9%)   |
| Укупно            | 6.045         | 5.725         |